# جائزة فرنسا الكبرى 1907
جائزة فرنسا الكبرى 1907 هو سباق فورمولا 1 أقيم بتاريخ 2 يوليو 1907 في دييب، السان البحرية، فرنسا.